# Die Alpen – Unsere Berge von oben
Die Alpen – Unsere Berge von oben ist ein deutscher Dokumentarfilm aus dem Jahr 2013. Der unter der Regie von Peter Bardehle und Sebastian Lindemann von Klaus Stuhl mittels einer Cineflex-Helikopterkamera ausschließlich aus der Vogelperspektive gedrehte Film thematisiert den „Werdegang“ des Alpengebirges, also dessen Entstehung und Entwicklung, die mit ihm verbundenen Ökosysteme samt Flora und Fauna sowie die Rolle und den Einfluss des Menschen.

## Handlung
Die Alpen – Unsere Berge von oben besteht aus hochauflösenden Aufnahmen einer Helikopterkamera, die – zumeist direkt themenbezogen – kommentiert werden. Das zu Sehende stellt dabei eine Mischung aus weitläufigen und detaillierten Landschaftsaufnahmen von Bergen, Gletschern, Tälern usw. dar. Im Fokus steht die Geschichte der Alpen und besonders deren Verhältnis zum Menschen. So wird z. B. die Erschließung und Besiedlung wie auch die landwirtschaftliche und kommerzielle Nutzung des Gebirges veranschaulicht. Jedoch wird auch auf die Alpen-eigene Tier- und Pflanzenwelt Bezug genommen.

## Veröffentlichung
Der Film feierte seinen deutschen Kinostart am 12. September 2013, einen Tag später lief er in Österreich an. Als DVD- und Blu-ray-Ausführung ist er seit dem 14. Februar 2014 erhältlich.

## Rezeption
Franziska Badenschier schreibt auf zeit.de, dass „Die Alpen – Unsere Berge von oben alles habe, was den Naturfilm – oder Erlebnisfilm – erfolgreich machen sollte“, dem Ganzen jedoch „ein Leitgedanke“ fehle. Katharina Granzin von filmstarts.de bezeichnet „die herausragende Kamera des Films, mit der er gedreht wurde“, als „die Stärke des Films“. Zugleich kritisiert sie aber den „fehlenden Perspektivenwechsel der permanenten Draufsicht von oben“. Das Konzept des Films verhindere so „jegliche Nah- oder gar Innenansichten“.

## Belege
1. ↑   Freigabebescheinigung für Die Alpen – Unsere Berge von oben. Freiwillige Selbstkontrolle der Filmwirtschaft, Mai 2013 (PDF; Prüfnummer: 138 942 K).
2. 1 2  Katharina Granzin: Die Alpen – Unsere Berge von oben. Kritik der FILMSTARTS.de-Redaktion. In: filmstarts.de. Abgerufen am 1. Januar 2017.
3. ↑  Die Alpen – Unsere Berge von oben (Memento des Originals vom 14. November 2013 im Internet Archive)  Info: Der Archivlink wurde automatisch eingesetzt und noch nicht geprüft. Bitte prüfe Original- und Archivlink gemäß Anleitung und entferne dann diesen Hinweis. auf der Website des Deutschen Alpenvereins
4. ↑  Die Alpen – Unsere Berge von oben auf der Website des Verleihers Alamode Film
5. ↑  Franziska Badenschier: Filme aus Gottes Perspektive. Doku „Die Alpen“. In: zeit.de. Die Zeit, 10. September 2013, abgerufen am 1. Januar 2017.